# Taksi
Taksi je osebno prevozno sredstvo, ki ga upravlja poklicni voznik – taksist.

## Zgodovina in etimologija
Pariški in angleški prvi taksiji so bili podobni azijskim rikšam, le da so za vprego uporabljali konje. To se je začelo že v 17. stoletju. Prav tako so imeli organizirano zbirko podatkov, preko katere so urejali prevoze in imeli evidenco tako imenovanih prevoznikov - taksistov.
Tako imenovana baterijska vozila, ki so opravljala taksi prevoze, so bila v Parizu, Londonu in New Yorku zelo uspešna. To je bilo v letih 1890. V naslednjem letu je Nemec Wilhelm Bruhn izumil taksimeter, to je napravo, ki je beležila prevoženo razdaljo in po tem izračunala ceno prevoza. Taksimetri se uporabljajo še danes, le da so elektronski in ne več mehanski kot v prejšnjem stoletju. Beseda taksimeter pride iz grške besede TAXIDEYO kar pomeni potovati. Prvo vozilo oziroma prvi taksi, opremljen s taksimetrom, je bil Daimlerjev model Victoria, ki ga je zgradil Gottlieb Daimler leta 1897. Prva taksi služba je nato začela delovati v Stuttgartu istega leta.
Bencinski taksiji so kasneje začeli najprej delovati v Parizu leta 1899, štiri leta kasneje, leta 1903, v Londonu in štiri leta za tem še v New Yorku. Newyorški taksiji so bili uvoženi iz Francije preko poslovneža Harryja N. Allena, ki je svoja vozila za izvoz poimenoval kar taxicab, kar pomeni mešanico vozila in avtomata na kovance. Prav tako je skoval besedo za taksimeter v francoščini - taxi-mètre. V tem času uvoza je tudi beseda taksi prišla v vsakdanjo rabo. Poleg izumov je Allen svoje taksije pobarval rumeno, ker je menil, da se rumena barva že na daleč najbolje opazi.
Taksiji so se po svetu razširili šele v 20. stoletju. Prva velika inovacija na področju taksijev po letu 1940, ko se je pojavil taksimeter, je bila dvosmerna radijska postaja, preko katere so dispečerji obveščali voznike taksijev, kje kdo želi prevoz. To je predvsem pripomoglo k tem, da taksisti niso več čakali pri telefonskih govorilnicah, ampak so lahko komunicirali preko radijskih postaj. Naslednja velika inovacija je bila uvedba računalniško podprtega delovanja v dispečerskih službah leta 1980.
V Sloveniji so se taksi službe pojavile v prejšnjem stoletju. Poleg rednih vzdrževalnih del morajo taksisti svoja vozila tehnično pregledati večkrat na leto. To odreja poseben odlok v slovenskem Zakoniku o taksi službah. Poleg tega so v večjih slovenskih mestih uvedli, da morajo biti vsa vozila taksi služb in individualnih voznikov iste barve, to je bel. Zaradi teh pravil je prišlo do nekaterih protestov protestov.
V nekaterih državah, na primer Tunizija, je prevoz s taksijem še vedno najcenejši in najhitrejši. Tudi mnogo tujcev, ki prihajajo v Slovenijo, zaradi prezapletenosti javnega prevoza raje uporablja taksi prevoze. Poleg tega pa so po navadi v hotelih v katerih bivajo, organizirane taksi službe. Tako lahko že iz sobe naročijo taksi, ki jih bo čakal pred hotelom.

## Barvanje
V nekaterih državah so taksiji običajno pobarvani v določeni barvi, da bi izstopali na cesti.
- Slovenija: Belo
- London - Črna;
- New York - Rumena za vse taksije, ki ne delajo z dispečerji in jih je mogoče ustaviti na cesti;
- Poljska - Uporabite lahko vse barve;
- Nizozemska - Črna in rumena, primer: taksi v Rotterdamu;
- Hongkong - Rdeča